# Avaricum
 (juillet 2025).
Avaricum est une ville gallo-romaine qui est devenue l'actuelle ville française de Bourges dans le département du Cher (région Centre-Val de Loire).

## Histoire

### Une ville gauloise
Au Ve siècle av. J.-C., le peuple gaulois des Bituriges Cubes - ce qui signifiait « les rois du monde » - avait développé une vaste agglomération proto-urbaine, Avaric, étendue sur plusieurs dizaines d’hectares et en contact étroit avec les Arvernes (Luern, Vercingétorix) et la Méditerranée (Marseille, Golasecca, Étrurie padane, etc.). 
À la fin du Ve siècle av. J.-C., le site fut abandonné en grande partie et ne fut réoccupé densément qu’à partir du IIe siècle av. J.-C.

### La conquête romaine
Pendant la Guerre des Gaules, Vercingétorix pratiqua la politique de la terre brûlée : aucune ville, aucune ferme ne devait servir à l’approvisionnement des légions romaines. Cependant, les habitants d’Avaric supplièrent Vercingétorix d’épargner leur cité, mettant en avant la sûreté de leur ville protégée par des défenses naturelles (car située sur une butte entourée d’une rivière et de marais) et par une puissante muraille au sud. De cette muraille, lui revenait la nomination de Ville rouge, au même titre que Le Mans. 
Jules César fit le siège d'Avaric pendant de longs mois mais en avril 52 av. J.-C., il réussit à prendre la cité en affamant ses combattants et en repoussant l’armée de secours de Vercingétorix. La vengeance de César fut terrible. Il ordonna à ses soldats de massacrer tous les habitants de la ville : des 40 000 hommes, femmes et enfants réfugiés dans ses murs, seuls 800 en réchappèrent.

### La ville romaine

#### Haut empire
Après la conquête, la ville fut reconstruite selon les normes de l'Empire romain : plan hippodamien avec forum et monuments (porte monumentale, aqueducs, thermes et amphithéâtre...). De nombreuses villas furent bâties et la ville se développa. Elle prit le nom d'Avaricum.

#### Bas Empire
Après la révoltes des Bagaudes et les premières Invasions barbares du IIIe siècle, Avaricum, comme la quasi-totalité des villes de Gaule, se rétracta et s'entoura d'une enceinte fortifiée en remployant les pierres des bâtiments officiels. La surface enclose (40 ha), bien qu’en retrait par rapport à la période précédente, était l'une des plus étendues des Gaules. Une voie importante longe le Cher entre Bourges et Tours ; elle figure sur la table de Peutinger.

#### La diffusion du christianisme à Avaricum
La ville fut évangélisée par Ursin de Bourges dont la tradition catholique a fait le premier évêque de Bourges.
Bourges devint ensuite le siège d’un archevêché, dont relevaient les diocèses d’Albi, de Cahors, de Clermont-Ferrand, de Mende, du Puy-en-Velay, de Rodez, de Saint-Flour et de Tulle. Les archevêques de Bourges devinrent primats des Aquitaines (cf. provinces romaines) et Patriarche de l’Église romaine.

## Vestiges

### Le forum
Les structures constituant la place publique antique ont été mises en évidence au cœur même des soubassements constituant le sous-sol du centre-ville. 
Ce complexe monumental fut découvert par hasard en 1857, lors d'une opération architecturale visant à colmater les caves du palais ducal. Mais ce ne fut qu'un siècle plus tard, en 1961, que les fouilles archéologiques furent effectuées à l'emplacement du forum d'Avaricum, sous la direction de Jean Favière, conservateur du Musée du Berry. Ces investigations archéologiques mirent au jour les parois et plaques de sol du forum demeurées jusqu'alors inaccessibles.